# Powiat Krotoschin
Powiat Krotoszyn (niem. Kreis Krotoschin) – pruski powiat leżący w obrębie rejencji poznańskiej Prowincji Poznańskiej Królestwa Prus. Istniał w latach 1793–1919. Siedzibą landrata był Krotoszyn (niem. Krotoschin).
Pruski powiat Krotoszyn powstał w 1793 roku po drugim rozbiorze Polski. Od północy i wschodu powiat Krotoszyn graniczył z powiatem śremskim i pleszewskim, natomiast od południa stykał się z powiatem odolanowskim i śląskim. Od zachodu z kolei graniczył z powiatem krobskim.

## Okręgi, miasta i wsie
Powiat dzielił się na cztery okręgi policyjne:
- krotoszyński,
- kobyliński,
- borkowski,
- koźmiński,
- miasta – Krotoszyn, Kobylin, Koźmin, Zduny – nie były objęte żadnym okręgiem i były bezpośrednio nadzorowane przez landrata

W obrębie powiatu znajdowało się 7 miast: (Borek, Dobrzyca, Krotoszyn, Kobylin, Koźmin, Pogorzela, Zduny) oraz 53 majątki, które łącznie składały się z 237 wsi i osad (w tym: 6 osad olęderskich, 7 karczm i 36 folwarków). Do dóbr rządu pruskiego w Berlinie należały tylko dwa majątki: Borzęcice oraz Budy.
| Miasto    | Domy | Liczba mieszkańców |
| --------- | ---- | ------------------ |
| Krotoszyn | 653  | 6 266              |
| Koźmin    | 362  | 3 439              |
| Zduny     | 672  | 3 144              |
| Kobylin   | 261  | 2 226              |
| Borek     | 202  | 1 750              |
| Pogorzela | 162  | 1 326              |
| Dobrzyca  | 122  | 937                |

Dane za rok 1837

## Ludność i gospodarka
Powiat zamieszkiwało – według spisu urzędowego z roku 1837 – ponad 53,4 tys. osób (w miastach 19 tys., na wsi – 34 tys.). W 1909 roku powiat zamieszkiwało 45 855 osób (31 tys. katolików, 13 tys. ewangelików, 670 żydów). Głównym zajęciem ludności było rolnictwo i chów bydła. Na obszarze powiatu działało 5 parafii protestanckich i 22 katolickich. Ponadto na terenie powiatu działało 5 synagog (w Krotoszynie, Koźminie, Zdunach, Pogorzeli i Dobrzycy). Leon Plater w swoim dziele "Opisanie historyczno-statystyczne Wielkiego Księstwa Poznańskiego" (1846) wzmiankuje o 7 rzekach (główne to Obra i Orla, mniejsze znaczenie miały Lutynia, Ołobok, Rzedziąca, Orla tylna i Ochla). Na terenie powiatu było 66 jezior i stawów oraz 5 większych lasów. Większymi ciągami komunikacyjnymi w powiecie były trzy drogi: z Wrocławia, przez Milicz i Krotoszyn w kierunku Kalisza, z Wrocławia, przez Krotoszyn, Koźmin, Wrześnię, Gniezno w kierunku Torunia oraz Krotoszyn-Koźmin-Borek-Poznań. W obrębie powiatu działały 4 stacje poczty konnej oraz 3 poczty listowe.